# Удинское сельское поселение (Новгородская область)
Удинское сельское поселение — упразднённое с 12 апреля 2010 года муниципальное образование в Боровичском районе Новгородской области России.
Административным центром был посёлок Удино.
Территория прежнего сельского поселения расположена в 35 км к северо-востоку от города Боровичи. По этой территории протекают реки Кадвиша и Удина.
Удинское сельское поселение было образовано в соответствии с законом Новгородской области от 11 ноября 2005 года № 559-ОЗ, в соответствии с областным законом № 715-ОЗ, с апреля 2010 года сельское поселение объединено с также упразднённым Кончанско-Суворовским во вновь образованное Кончанско-Суворовское сельское поселение с административным центром в селе Кончанское-Суворовское.

## Населённые пункты
На территории сельского поселения были расположены деревни: Березняки, Высоко, Деревково, Зихново, Любони, Покровское, Рябиновка, Сергейково, Соколово, Сорокино и посёлок Удино.